# Oxychilus oglasicola
Oxychilus oglasicola е вид коремоного от семейство Oxychilidae. Видът е световно застрашен, със статут Уязвим.

## Разпространение
Разпространен е в Италия.